# Copa d'Àfrica de Nacions 2008
La XXVI Copa d'Àfrica de Nacions es realitzà a Ghana entre el 20 de gener i el 10 de febrer de 2008. Aquesta competició també és coneguda com a MTN Africa Cup of Nations, degut al seu patrocinador, MTN. La selecció d'Egipte va guanyar a la del Camerun per 1-0 a la final i es va guanyar el dret a representar a la Confederació Africana de Futbol a la Copa Confederacions 2009.
Ghana va aconseguir el dret a organitzar l'esdeveniment guanyant per 9 a 3 la votació davant de Líbia, feta pels membres del comitè executiu de la CAF al Caire. Sud-àfrica va renunciar a l'organització després de saber que seria el país amfitrió de la Copa del Món de Futbol 2010.

## Selecció d'amfitrió
Ghana fou escollida seu de la competició el 8 de juliol de 2004 a El Caire.
| Resultats | Resultats    |
| Nació     | Vots         |
| --------- | ------------ |
| Ghana     | 9            |
| Líbia     | 3            |
| Sud-àfica | Abandonament |
| Total     | 12           |

## Equips classificats

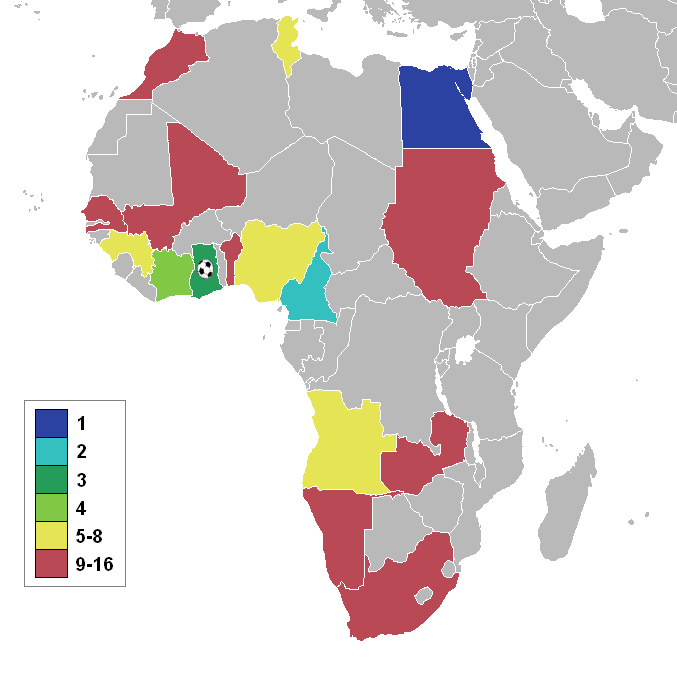
Mapa d'Àfrica mostrant les nacions classificades i fins on van arribar en el torneig.

La classificació va tenir lloc entre el 2 de setembre de 2006 i el 13 d'octubre de 2007.
Hi participaren aquestes 16 seleccions:
- Ghana – Amfitrió, 16a aparició (4 títols)
- Costa d'Ivori – Guanyador del grup 1, 17a aparició (1 títol)
- Egipte – Guanyador del grup 2, 21a aparició (5 títols)
- Nigèria – Guanyador del grup 3, 15a aparició (2 títols)
- Sudan – Guanyador del grup 4, 7a aparició (1 títol)
- Camerun – Guanyador del grup 5, 15a aparició (4 títols)
- Angola – Guanyador del grup 6, 4a aparició
- Senegal – Guanyador del grup 7, 11a aparició
- Guinea – Guanyador del grup 8, 9a aparició
- Mali – Guanyador del grup 9, 5a aparició
- Namíbia – Guanyador del grup 10, 2a aparició
- Zàmbia – Guanyador del grup 11, 13a aparició
- Marroc – Guanyador del grup 12, 13a aparició (1 títol)
- Tunísia – Segon del grup 4, 13a aparició (1 títol)
- Benín – Segon del grup 9, 2a aparició
- Sud-àfrica – Segon del grup 11, 7a aparició (1 títol)

Vegeu Copa d'Àfrica de Nacions 2008 (Seleccions) per a la llista completa de seleccions.

## Seus
| Accra             | AccraKumasiTamaleSekondi-Takoradi | Kumasi                     |
| ----------------- | --------------------------------- | -------------------------- |
| Estadi Ohene Djan | AccraKumasiTamaleSekondi-Takoradi | Estadi Baba Yara           |
|                   | AccraKumasiTamaleSekondi-Takoradi |                            |
| Capacitat: 40.000 | AccraKumasiTamaleSekondi-Takoradi | Capacitat: 40.528          |
| Tamale            | AccraKumasiTamaleSekondi-Takoradi | Sekondi-Takoradi           |
| Estadi de Tamale  | AccraKumasiTamaleSekondi-Takoradi | Estadi de Sekondi-Takoradi |
|                   | AccraKumasiTamaleSekondi-Takoradi |                            |
| Capacitat: 21.017 | AccraKumasiTamaleSekondi-Takoradi | Capacitat: 20.088          |

## Àrbitres i assistents
| Àrbitres: - Mohamed Benouza - Devine Evehe - Yuchi Nichimura - Abderrahim El Arjoun - Jerome Damon - Kokou Diaoupe - Kacem Bennaceur - Djamel Haimoudi - Coffi Codjia - Modou Sowe - Alex Cotey - Koman Coulibaly - Badara Diatta - Eddy Maillet - Muhamed Ssegonga - Kenias Marange | Assistents: - Brahim Jezzar - Evarist Menkouande - Toru Sagara - Redouane Achik - Enock Molefe - Komi Konyoh - Bechir Hassani - Jeong Hae Sang - Celestin Ntagungira - Angesom Ogbemariam - Desire Gahungu - Lassina Paré - Bechir Hassani - Inacio Manuel Candido - Nasser Sadek Abdel Nabi - Kenneth Chichenga |

## Competició

### Primera fase

#### Grup A
Error de Lua a Mòdul:Sports_table/sub a la línia 10: attempt to concatenate local 'text' (a nil value).
| Ghana                            | 2–1    | Guinea       |
| -------------------------------- | ------ | ------------ |
| A. Gyan 55' (pen.) · Muntari 90' | Report | Kalabane 65' |

| Namíbia      | 1–5    | Marroc                                                |
| ------------ | ------ | ----------------------------------------------------- |
| Brendell 24' | Report | Alloudi 1', 5', 28' · Sektioui 40' (pen.) · Zerka 74' |

| Guinea                                   | 3–2    | Marroc                          |
| ---------------------------------------- | ------ | ------------------------------- |
| Feindouno 11', 63' (pen.) · Bangoura 59' | Report | Aboucherouane 60' · Ouaddou 90' |

| Ghana     | 1–0    | Namíbia |
| --------- | ------ | ------- |
| Agogo 41' | Report |         |

| Ghana                    | 2–0    | Marroc |
| ------------------------ | ------ | ------ |
| Essien 26' · Muntari 45' | Report |        |

| Guinea    | 1–1    | Namíbia      |
| --------- | ------ | ------------ |
| Youla 62' | Report | Brendell 80' |

#### Grup B
Error de Lua a Mòdul:Sports_table/sub a la línia 10: attempt to concatenate local 'text' (a nil value).
| Nigèria | 0–1    | Costa d'Ivori |
| ------- | ------ | ------------- |
|         | Report | Kalou 66'     |

| Mali               | 1–0    | Benín |
| ------------------ | ------ | ----- |
| Kanouté 49' (pen.) | Report |       |

| Costa d'Ivori                                       | 4–1    | Benín          |
| --------------------------------------------------- | ------ | -------------- |
| Drogba 40' · Y. Touré 44' · Keïta 53' · Dindane 63' | Report | Omotoyossi 90' |

| Nigèria | 0–0    | Mali |
| ------- | ------ | ---- |
|         | Report |      |

| Nigèria                | 2–0    | Benín |
| ---------------------- | ------ | ----- |
| Mikel 53' · Yakubu 86' | Report |       |

| Costa d'Ivori                     | 3–0    | Mali |
| --------------------------------- | ------ | ---- |
| Drogba 9' · Zoro 54' · Sanogo 86' | Report |      |

#### Grup C
Error de Lua a Mòdul:Sports_table/sub a la línia 10: attempt to concatenate local 'text' (a nil value).
| Egipte                                 | 4–2    | Camerun               |
| -------------------------------------- | ------ | --------------------- |
| Hosny 14' (pen.), 82' · Zidan 17', 45' | Report | Eto'o 51', 90' (pen.) |

| Sudan | 0–3    | Zàmbia                                        |
| ----- | ------ | --------------------------------------------- |
|       | Report | Chamanga 2' · J. Mulenga 50' · F. Katongo 59' |

| Camerun                                                  | 5–1    | Zàmbia         |
| -------------------------------------------------------- | ------ | -------------- |
| Geremi 28' · Job 32', 82' · Emana 44' · Eto'o 66' (pen.) | Report | C. Katongo 90' |

| Egipte                                | 3–0    | Sudan |
| ------------------------------------- | ------ | ----- |
| Hosny 29' (pen.) · Aboutrika 78', 83' | Report |       |

| Camerun                                      | 3–0    | Sudan |
| -------------------------------------------- | ------ | ----- |
| Eto'o 27' (pen.), 90' · El Khider 33' (p.p.) | Report |       |

| Egipte   | 1–1    | Zàmbia         |
| -------- | ------ | -------------- |
| Zaki 15' | Report | C. Katongo 88' |

#### Grup D
Error de Lua a Mòdul:Sports_table/sub a la línia 10: attempt to concatenate local 'text' (a nil value).
| Tunísia               | 2–2    | Senegal                     |
| --------------------- | ------ | --------------------------- |
| Jemâa 9' · Traoui 82' | Report | Bayal Sall 45' · Kamara 66' |

| Sud-àfrica      | 1–1    | Angola      |
| --------------- | ------ | ----------- |
| Van Heerden 87' | Report | Manucho 29' |

| Senegal         | 1–3    | Angola                        |
| --------------- | ------ | ----------------------------- |
| Diagne-Faye 20' | Report | Manucho 50', 67' · Flávio 78' |

| Tunísia                        | 3–1    | Sud-àfrica |
| ------------------------------ | ------ | ---------- |
| Santos 8', 34' · Ben Saada 32' | Report | Mphela 87' |

| Senegal       | 1–1    | Sud-àfrica      |
| ------------- | ------ | --------------- |
| H. Camara 36' | Report | Van Heerden 14' |

| Tunísia | 0–0    | Angola |
| ------- | ------ | ------ |
|         | Report |        |

### Eliminatòries
|  | Quarts de final                | Quarts de final      |                      |               | Semifinals  | Semifinals  |  |  | Final                | Final |
|  |                                |                      |                      |               |             |             |  |  |                      |       |
|  | 3 de febrer - Accra            |                      |                      |               |             |             |  |  |                      |       |
|  |                                |                      |                      |               |             |             |  |  |                      |       |
|  | Ghana                          | 2                    |                      |               |             |             |  |  |                      |       |
|  | Ghana                          | 2                    | 7 de febrer - Accra  |               |             |             |  |  |                      |       |
|  | Nigèria                        | 1                    |                      |               |             |             |  |  |                      |       |
|  | Nigèria                        | 1                    | Ghana                | 0             |             |             |  |  |                      |       |
|  | 4 de febrer - Tamale           |                      | Ghana                | 0             |             |             |  |  |                      |       |
|  |                                | Camerun              | 1                    |               |             |             |  |  |                      |       |
|  | Tunísia                        | Camerun              | 1                    | 2             |             |             |  |  |                      |       |
|  | Tunísia                        |                      | 10 de febrer - Accra | 2             |             |             |  |  |                      |       |
|  | Camerun                        | 3                    |                      |               |             |             |  |  |                      |       |
|  | Camerun                        | 3                    | Camerun              | 0             |             |             |  |  |                      |       |
|  | 4 de febrer - Kumasi           |                      | Camerun              | 0             |             |             |  |  |                      |       |
|  |                                | Egipte               | 1                    |               |             |             |  |  |                      |       |
|  | Egipte                         | Egipte               | 1                    | 2             |             |             |  |  |                      |       |
|  | Egipte                         | 7 de febrer - Kumasi |                      | 2             |             |             |  |  |                      |       |
|  | Angola                         | 1                    |                      |               |             |             |  |  |                      |       |
|  | Angola                         | 1                    | Egipte               | 4             | Tercer lloc | Tercer lloc |  |  |                      |       |
|  | 3 de febrer - Sekondi-Takoradi |                      | Egipte               | 4             | Tercer lloc | Tercer lloc |  |  |                      |       |
|  |                                | Costa d'Ivori        | 1                    |               |             |             |  |  |                      |       |
|  | Costa d'Ivori                  | Costa d'Ivori        | 1                    | 5             | Ghana       | 4           |  |  |                      |       |
|  | Costa d'Ivori                  |                      |                      | 5             | Ghana       | 4           |  |  |                      |       |
|  | Guinea                         | 0                    |                      | Costa d'Ivori | 2           |             |  |  |                      |       |
|  | Guinea                         | 0                    |                      |               | 2           |             |  |  |                      |       |
|  |                                |                      |                      |               |             |             |  |  | 9 de febrer - Kumasi |       |
|  |                                |                      |                      |               |             |             |  |  |                      |       |

#### Quarts de final
| Ghana                    | 2–1    | Nigèria           |
| ------------------------ | ------ | ----------------- |
| Essien 45+2' · Agogo 83' | Report | Yakubu 35' (pen.) |

| Costa d'Ivori                                         | 5–0    | Guinea |
| ----------------------------------------------------- | ------ | ------ |
| Keïta 25' · Drogba 70' · Kalou 72', 81' · B. Koné 85' | Report |        |

| Egipte                      | 2–1    | Angola      |
| --------------------------- | ------ | ----------- |
| Hosny 23' (pen.) · Zaki 38' | Report | Manucho 27' |

| Tunísia                       | 2–3 (pr.) | Camerun                    |
| ----------------------------- | --------- | -------------------------- |
| Ben Saada 34' · Chikhaoui 81' | Report    | Mbia 18', 93' · Geremi 27' |

#### Semifinals
| Ghana | 0–1    | Camerun    |
| ----- | ------ | ---------- |
|       | Report | N'Kong 72' |

| Costa d'Ivori | 1–4    | Egipte                                      |
| ------------- | ------ | ------------------------------------------- |
| Keita 63'     | Report | Fathy 12' · Zaki 61', 67' · Aboutrika 90+1' |

#### 3r i 4t lloc
| Ghana                                                   | 4–2    | Costa d'Ivori   |
| ------------------------------------------------------- | ------ | --------------- |
| Muntari 10' · Owusu-Abeyie 70' · Agogo 80' · Draman 84' | Report | Sanogo 24', 32' |

#### Final
| Camerun | 0–1    | Egipte        |
| ------- | ------ | ------------- |
|         | Report | Aboutrika 76' |

## Campió
| Guanyador de Copa d'Àfrica 2008 |
| ------------------------------- |
| · Egipte · Sisè títol           |

## Premis individuals
| - Hosny Abd Rabo | - Samuel Eto'o - 5 gols |

### Millor Onze del torneig
Els següents jugadors varen ser seleccionats com els millors en les seves respectives posicions, basant-se en les seves actuacions al llarg del torneig.
| Porters           | Defenses                                      | Migcampistes                                                                         | Davanters            |
| ----------------- | --------------------------------------------- | ------------------------------------------------------------------------------------ | -------------------- |
| Essam El-Hadary · | Geremi Njitap · Wael Gomaa · Michael Essien · | Sulley Muntari · Yaya Touré · Alexandre Song · Hosny Abd Rabo · Mohamed Aboutreika · | Amr Zaky · Manucho · |

Substituts
- Richard Kingson
- Hany Saïd
- Ahmed Fathy
- Frej Saber
- Stéphane Mbia
- Didier Drogba
- Abdul Kader Keïta

## Golejadors
5 gols
- Samuel Eto'o

4 gols
- Manucho
- Hosny Abd Rabo
- Mohamed Aboutreika
- Amr Zaky

3 gols
- Didier Drogba
- Salomon Kalou
- Abdul Kader Keïta
- Boubacar Sanogo
- Junior Agogo
- Sulley Muntari
- Soufiane Alloudi

2 gols
- Geremi Njitap
- Joseph-Désiré Job
- Stéphane Mbia
- Mohamed Zidan
- Michael Essien
- Pascal Feindouno
- Brian Brendell
- Yakubu Aiyegbeni
- Elrio van Heerden
- Chaouki Ben Saada
- Francileudo dos Santos
- Chris Katongo

1 gol
- Flávio
- Razak Omotoyossi
- Achille Emana
- Alain Nkong
- Aruna Dindane
- Bakari Koné
- Yaya Touré
- Marco Zoro
- Ahmed Fathy
- Haminu Dramani
- Asamoah Gyan
- Quincy Owusu-Abeyie
- Ismaël Bangoura
- Oumar Kalabane
- Souleymane Youla
- Frédéric Kanouté
- Hicham Aboucherouane
- Abdeslam Ouaddou
- Tarik Sektioui
- Monsef Zerka
- Mikel John Obi
- Moustapha Bayal Sall
- Henri Camara
- Abdoulaye Diagne-Faye
- Diomansy Kamara
- Katlego Mphela
- Yassine Chikhaoui
- Issam Jemâa
- Mejdi Traoui
- James Chamanga
- Felix Katongo
- Jacob Mulenga

En pròpia porta
- Mohammed Ali El Khider (contra Camerun)